# Nana (bog)
Nana je bog Mjeseca u sumerskoj mitologiji, kojeg su Semiti štovali kao boga Sina. On je najstariji sin Enlila i Ninlil, brat Nergala, Ninazua, Enbilulua i Ninurte, a oženio je Ningal, svoju nećakinju, s kojom ima Utua, Inanu i Iškura. Štovan je u Uru i Haranu.

## Ime
Originalno značenje imena ovog boga je nepoznato. Najraniji pisani spomen imena u Uru je LAK-32.NA. Ime grada Ura je također izvedeno iz teonima. Poslije je ime pisano NANNA.
U nordijskoj mitologiji postoji božica Nana, koja nije povezana s bogom Sumerana.

## Karakteristike
Nana je obično zvan En-zu - "gospodar mudrosti". Njegov pandan Sin je neko vrijeme bio glavni u svom panteonu. Mudrost personificirana u bogu Mjeseca se vjerojatno odnosi na umijeće astrologije, koja proučava i faze Mjeseca.
Jedan od Naninih simbola je bik. Nanina je brada načinjena od dragog kamena - lapis lazulija. Na stelama je prikazan s bradom i simbolom polumjeseca. U astralno-teološkom sustavu on je predstavljen brojem 30 i Mjesecom.

## Rođenje i život
Enlil, silan bog, sin Anua i Ki, silovao je Ninlil, kćer Haiae i Nunbarsegunu, te je ona rodila dječaka - Nanu. Nakon njega je rodila još sinova.
Nana je oženio Ningal i dobio s njom troje djece.   

## Kult
Nanino glavno svetište u Uru je zvano E-gish-shir-gal ("Kuća velike svjetlosti"). I u Babilonu je bio štovan.